# Kielsepoort
De Kielsepoort was een in 1864 door architect Felix Pauwels ontworpen en onder Brialmont gebouwde en in 1970 gesloopte poort in de Stelling van Antwerpen. De poort verbond in het zuiden van Antwerpen de Lange Elzenstraat met het Kiel en de latere Tentoonstellingswijk. Zij vormde in haar neobarokke bouwstijl met de Sint-Laureispoort een tweelingpoort. Tussen beide poorten lag de naar de hoek van de fronten 10 en 11 genoemde batterij en kazerne 10/11.
Van noord naar zuid met de klok mee: Oosterweelsepoort · Ekersepoort · Bredapoort · Schijnpoort · Turnhoutsepoort · Herentalsepoort · Leopoldpoort · Louisapoort · Borsbeeksepoort · Spoorbaanpoort · Berchemsepoort · Mechelsepoort · Edegemsepoort · Wilrijksepoort · Sint-Laureinspoort · Kielsepoort · Boomsepoort · Spoorwegpoort · Sint-Bernardsepoort · Sint-Michielspoort · Hobokensepoort